# Víctor Guardiola Flores
Víctor Guardiola Flores (1955) és conseller delegat de l'Institut Català de Finances (ICF).